# Daniel Kesman
Daniel Martín Kesman (Córdoba, Argentina; 15 de febrero de 1971) es un exfutbolista argentino. Jugaba como marcador central y su primer equipo fue Talleres de Córdoba. Su último club antes de retirarse fue Racing de Córdoba.

## Clubes
| Club                    | País      | Año       |
| ----------------------- | --------- | --------- |
| Talleres de Córdoba     | Argentina | 1990-1996 |
| Rosario Central         | Argentina | 1996-1997 |
| Unión de Santa Fe       | Argentina | 1997-1998 |
| Banfield                | Argentina | 1998-1999 |
| Paniliakos              | Grecia    | 2000-2001 |
| San José de Oruro       | Bolivia   | 2002-2003 |
| Deportivo Suchitepéquez | Guatemala | 2003-2004 |
| Racing de Córdoba       | Argentina | 2004-2005 |

## Palmarés
| Título                     | Club                | País      | Año  |
| -------------------------- | ------------------- | --------- | ---- |
| Ascenso a Primera División | Talleres de Córdoba | Argentina | 1994 |